# Josef Nagler (Politiker)
Josef Nagler (* 18. November 1922 in Bregenz; † 25. Jänner 1997 in Vandans) war ein österreichischer Politiker (FPÖ) und Vermessungstechniker. Er war von 1972 bis 1974 Abgeordneter zum Vorarlberger Landtag.

## Ausbildung und Beruf
Nagler besuchte zunächst die Volksschule in Bregenz und wechselte danach an die Unterstufe des Gymnasiums Bregenz. Er diente während des Zweiten Weltkriegs an der Front und erlitt eine Kriegsverletzung. Zuvor war er im April 1940 von den Nationalsozialisten verhaftet und über Innsbruck in das KZ Dachau deportiert worden. Beruflich war er 42 Jahre lang als  Vermessungstechniker bei der Vorarlberger Illwerke AG in Schruns beschäftigt.

## Politik und Funktionen
Nagler war Mitglied der Freiheitlichen Partei Österreichs und innerparteilich zwischen 1963 und 1988 als Mitglied des Landesparteivorstandes der FPÖ Vorarlberg aktiv. Zudem war er Mitglied der Landesparteileitung der FPÖ Vorarlberg und deren Sozialreferent. Lokalpolitisch wirkte er von 1965 bis 1972 als Mitglied der Gemeindevertretung von Vandans, danach rückte er als Abgeordneter des Wahlbezirkes Bludenz für Karl Vonbank am 23. Februar 1972 in den Vorarlberger Landtag nach, dem er bis zum 3. November 1974 angehörte. Er war im Landtag Mitglied im Landwirtschaftlichen Ausschuss, Mitglied im Sozialpolitischen Ausschuss, Ersatzmitglied im Volkswirtschaftlichen Ausschuss und Ersatzmitglied im Kulturausschuss.
Neben seinen politischen Mandaten war Nagler von 1959 bis 1982 als Kammerrat der Vorarlberger Arbeiterkammer aktiv. Er wirkte zudem von 1969 bis 1979 als dessen Vizepräsident und war zudem von 1969 bis 1982 Vorstandsmitglied der Vorarlberger Arbeiterkammer. Zudem wirkte er als Vorsitzender der Arbeitsgemeinschaft freiheitlicher Arbeitnehmer Vorarlbergs, war Mitglied des Sozialpolitischen, des Wirtschaftspolitischen und des Wohnbaudarlehensausschusses der Vorarlberger Arbeiterkammer sowie Mitglied und Elternvertreter im Bezirksschulrat Bludenz. Sportlich engagierte er sich als Obmann des Wintersportvereins (WSV) Vandans, Obmann des Skiverein Montafon und als Gründungsmitglied des Tennisclubs Vandans.

## Privates
Josef Nagler wurde als Sohn des aus Niederösterreich stammenden, jedoch bei der Bregenzerwaldbahn arbeitenden Lokführers Roman Nagler und dessen Gattin Katharina geboren. Er heiratete 1958 die aus Partennen kommende Ingrid Loretz und wurde zwischen 1960 und 1966 Vater dreier Töchter.

## Auszeichnungen
- Großes Verdienstzeichen des Landes Vorarlberg (1982)
- Ehrenmitglied des Tennisclubs Vandans